# The Hart Foundation

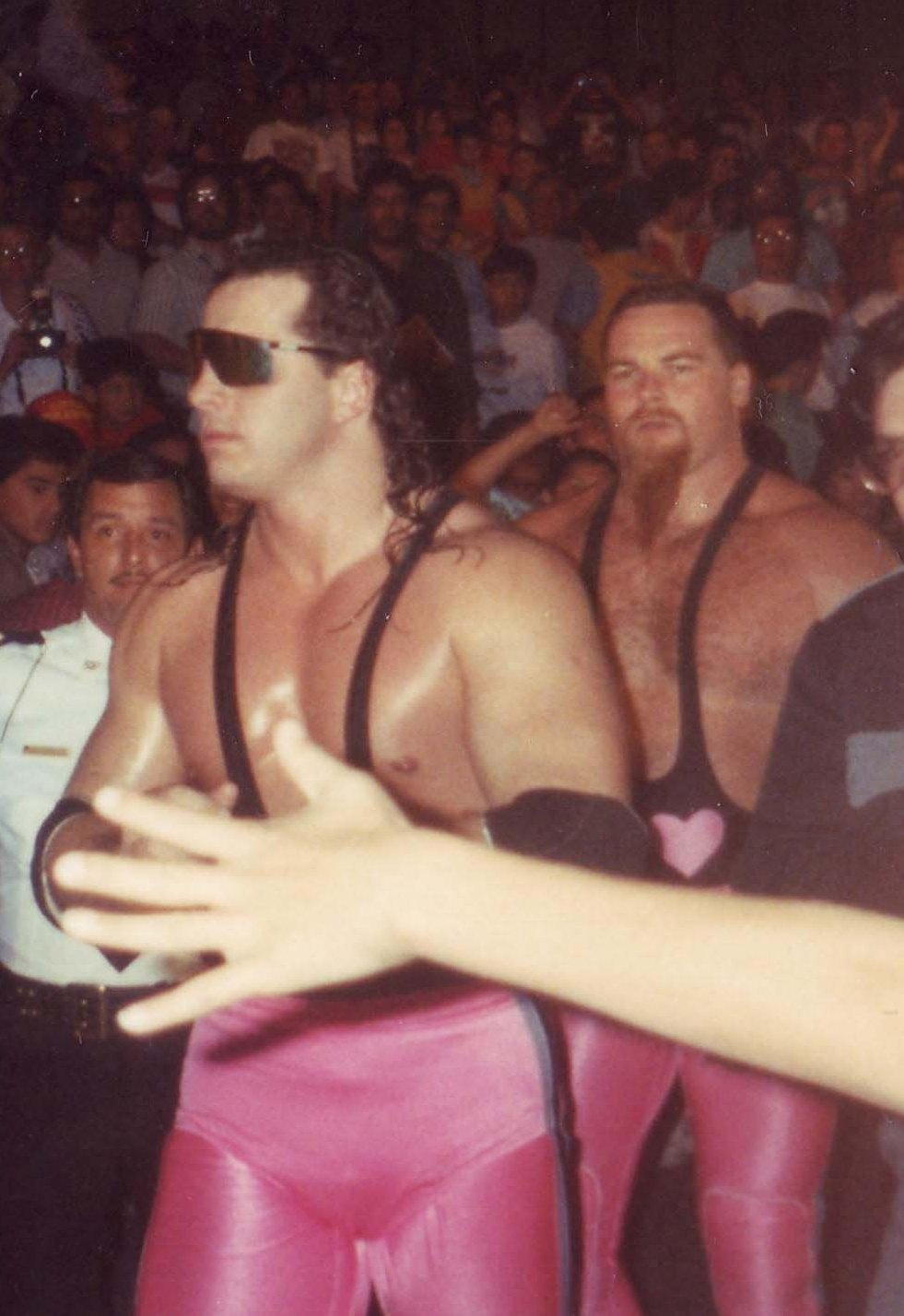
The Hart Foundation: Bret „The Hitman“ Hart and Jim „The Anvil“ Neidhart (1989)

The Hart Foundation ist die Bezeichnung einiger verschiedener Tag Teams und Stables in der damaligen World Wrestling Federation. Die meisten Mitglieder waren ein Teil der legendären kanadischen Wrestling-Familie Hart oder wurden von Mitgliedern der Familie trainiert.

## Geschichte

### The Hart Foundation (Tag Team)
Ursprünglich wurde der Name Hart Foundation in den 1980er Jahren ausschließlich für das aus Bret Hart und dessen Schwager Jim Neidhart bestehende Tag Team in der World Wrestling Federation (WWF) verwendet. Ihnen zur Seite stellte man damals Jimmy Hart als Manager. Die Idee und die damit verbundene Gründung der Hart Foundation war eigens ein Wunsch von Bret Hart, der mit seinem Cowboy-Gimmick unzufrieden war und sich mehr Zuspruch und Anerkennung erhoffte. Nach anfänglicher Ablehnung des Vorschlags wurde dieser einige Monate später jedoch bewilligt, da Hart kurz davor stand, die WWF aufgrund dessen frustriert zu verlassen.
Das Team gilt bis heute als eines der besten, innovativsten und prägendsten Tag Teams während der Hochphase des Nordamerikanischen Wrestlings in den 1980er Jahren. Sie stellten eine zu dieser Zeit eher seltene Mischung gegensätzlicher Wrestling-Stile dar: Während Bret Hart ein technisch und ringpsychologisch versierter Wrestler war, stellte Neidhart den auf Kraftaktionen spezialisierten Teil des Teams dar.
Während ihres Bestehens erhielt die ursprüngliche Hart Foundation zweimal die WWF World Tag Team Championtitel: 1987 von den British Bulldogs und 1990 von Demolition. Nach dem Titelverlust bei Wrestlemania VII gegen die Nasty Boys trennte man die beiden, da Bret Hart eine Einzelkarriere in Aussicht gestellt wurde. Für Jim Neidhart waren diese sechs Jahre im Team mit Bret die erfolgreichsten seiner Karriere.

### The New Foundation (Tag Team)
Nach der Trennung der ursprünglichen Hart Foundation, bildete Jim Neidhart zusammen mit Bret Harts jüngerem Bruder Owen das Tag Team The New Foundation. Dieses neue Team hielt man bei den Offiziellen und Vorstandsmitgliedern der World Wrestling Federation für „wirtschaftlich notwendig“, um auch noch während Bret's Einzelkarriere Kapital aus dem einst erfolgreichen Tag Team schlagen zu können. Zudem stellte dies die ersten, größeren Auftritte Owen Harts in der WWF dar und diente gleichzeitig als Sprungbrett zu seiner späteren Karriere. Zuvor war Owen maskiert als Blue Blazer aufgetreten. Die Karriere der New Foundation verlief weitaus weniger erfolgreich, als die der Originalpaarung und man trennte sie aufgrund dessen ziemlich schnell wieder.
Ab 1994 schloss man Owen und Neidhart während der Bruder-Fehde zwischen Bret und Owen Hart erneut zu einem Team zusammen, sie wurden jedoch nicht mehr als The New Foundation bezeichnet.

### The Hart Foundation (Stable)
Nach WrestleMania XIII, bildete man eine Gruppierung aus Bret und Owen Hart, Jim Neidhart, Davey Boy Smith und Brian Pillman, die ebenfalls Hart Foundation genannt wurde. Man ließ die Gruppierung als Vertreter Kanadas und Europas mit einer anti-US-amerikanischen Einstellung auftreten. Tatsächlich hatten bis auf Smith alle Mitglieder die US-amerikanische Staatsbürgerschaft (Bret, Owen und Neidhart haben/hatten eine doppelte Staatsbürgerschaft). In Kanada und Europa wurden sie somit stets bejubelt, während sie in den USA zu den verhasstesten Wrestlern gehörten.
Die neue Hart Foundation war sehr erfolgreich. Zeitweilig hielten ihre Mitglieder fast alle Titel, die damals in der WWF vergeben wurden. Ende 1997 löste man das Stable auf. Ein Grund war der Tod Pillmans im Oktober. Ein anderer der reale Betrug (der sogenannten Montreal Screwjob) bei der Survivor Series an Bret Hart. Als Reaktion auf diesen Vorfall, verließen alle Mitglieder der Foundation außer Owen, welcher bei Vertragsbruch mit hohen Geldstrafen hätte rechnen müssen, die Liga. Da Brets Wechsel zur WCW bereits zuvor feststand, wäre die Gruppierung allerdings auch ohne den Screwjob aufgelöst worden. Heute ist mit Bret Hart nur noch das populärste Mitglied der Hart Foundation am Leben.

### Hart Foundation 2.0
Bei Stampede Wrestling wurde 2002 das Stable Hart Foundation 2.0 gebildet. Es bestand aus Theodore Annis (Teddy Hart), Harry Smith, TJ Wilson und Jack Evans. Teddy Hart ist der Sohn von Georgia Annis (einer Schwester von Bret und Owen); Harry Smith ist der Sohn von Davey Boy Smith (British Bulldog) und Diana Hart. Wilson und Evans besitzen keine verwandtschaftlichen Beziehungen zur Hart-Familie, wenngleich beide (ebenso wie auch Brian Pillman) im Trainingskeller der Harts, dem Dungeon, trainiert wurden und Wilson inzwischen eine Liebesbeziehung zu Jim Neidharts ebenfalls wrestlender Tochter Natalya Neidhart pflegt.